# Marc (empereur romain)
Pour les articles homonymes, voir Marc.
Marc (latin : Flavius Marcus Augustus ; son nom complet est inconnu) († v. 477) est le fils de l'empereur romain d'Orient Basiliscus et de l'impératrice Ælia Zenonis. Son père le proclame César en 475 puis co-empereur (Auguste) en 475 ou début 476. À partir de là, les règnes de Marc et de son père se confondent.
Lorsque l'empereur Zénon est remis sur le trône de Constantinople, par une révolution de palais, fin août 476, Basiliscus obtient que pas une goutte de sang de sa famille ne coule. Toutefois, Zénon fait immédiatement enfermer Marc et ses parents dans une forteresse en Cappadoce et il les laisse y mourir de faim.